# 합 (사주팔자)
합(合)은 서로 다른 천간·지지가 만나서 기운이 합쳐지는 것이다. 합에는 천간합(天干合)과 지지합(地支合)으로 나뉘어지고, 지지합은 다시 육합(六合), 방합(方合), 삼합(三合), 암합(暗合)으로 나뉘어진다. 또한, 합이 이루어진다면 새로운 오행이 등장하기도 하는데, 이를 합화(合化)라고 한다. 합은 다른 사람과의 관계에 있어서 유리한 관계를 맺을 수 있는 길조가 된다.

## 천간합
세상의 모든 만물은 양(陽)과 음(陰)으로 분류되고, 음양은 다시 목(木), 화(火), 토(土), 금(金), 수(水)의 오행(五行)으로 분류된다. 그리고 오행은 다시 양과 음으로 쪼개져 10개의 천간(天干)으로 분류된다. 이때, 목(木)과 화(火)는 양의 기운을 가진 오행이고, 금(金)과 수(水)는 음의 기운을 가진 오행이다. 그래서 목의 기운을 가진 갑목(甲木)과 을목(乙木), 화의 기운을 가진 병화(丙火)와 정화(丁火)는 전체적으로 양의 기운을 가진 천간이고, 금의 기운을 가진 경금(庚金)과 신금(辛金), 수의 기운을 가진 임수(壬水)와 계수(癸水)는 전체적으로 음의 기운을 가진 천간이다. 토(土)의 경우에는 건토(乾土)와 습토(濕土)로 나뉘어지는데, 건토는 양의 기운을 가지고 있고, 습토는 음의 기운을 가지고 있다. 건토의 기운을 가진 무토(戊土)는 양의 기운을 가진 천간이고, 습토의 기운을 가진 기토(己土)는 음의 기운을 가진 천간이다. 따라서 갑·을·병·정·무는 전체적으로 양의 기운을 가진 천간이고, 기·경·신·임·계는 전체적으로 음의 기운을 가진 천간이다.
이때, 양의 기운이 시작하는 갑목(甲木)과 음의 기운이 시작하는 기토(己土)는 서로 합을 이룬다. 마찬가지로 양의 기운이 성장하고, 절정을 이루고, 쇠하고, 끝나는 을목(乙木), 병화(丙火), 정화(丁火), 무토(戊土)도 각각 음의 기운이 성장하고, 절정을 이루고, 쇠하고, 끝나는 경금(庚金), 신금(辛金), 임수(壬水), 계수(癸水)와 서로 합을 이룬다. 합을 이루면 합화도 이루어지는데, 갑목과 기토가 합을 이루면, 가장 중립적인 오행인 토(土)의 기운이 등장한다. 또한, 을목과 경금이 합을 이루면, 토가 생하는 금(金)의 기운이 등장한다. 마찬가지로 병화와 신금, 정화와 임수, 무토와 계수도 각각 수(水), 목(木), 화(火)의 기운이 등장한다. 천간합을 정리하면 다음과 같다.
| 지지 1 | 지지 2 | 합화 오행 |
| ------ | ------ | --------- |
| 甲     | 己     | 土        |
| 乙     | 庚     | 金        |
| 丙     | 辛     | 水        |
| 丁     | 壬     | 木        |
| 戊     | 癸     | 火        |

명칭을 부를 때는 갑기합(甲己合), 을경합(乙庚合), 병신합(丙辛合), 정임합(丁壬合), 무계합(戊癸合)이라고 부른다. 합화의 경우에는 갑기합화토(甲己合化土), 을경합화금(乙庚合化金), 병신합화수(丙辛合化水), 정임합화목(丁壬合化木), 무계합화화(戊癸合化火)라고 부른다.

## 지지합

### 육합
지지합에는 종류가 여러 가지인데, 천간합하고 가장 비슷한 관계로 가는 합이 육합이다. 우주에는 지구가 중심에 있고, 전방에는 태양(太陽)과 수성(水星), 금성(金星)이 있고, 후방에는 화성(火星)과 목성(木星), 토성(土星)이 있다.
이때, 낮의 기운이 가장 강한 오화(午火)는 태양과 가장 가까이 있고, 밤의 기운의 가장 강한 자수(子水)는 태양과 가장 멀리 있다. 두 지지를 중심으로 시계 방향으로 12개의 지지의 기운이 우주에 존재한다. 이때, 자수와 함께 겨울의 기운을 갖고 있으며, 오행이 다른 지지는 축토(丑土)이고, 오화와 함께 여름의 기운을 갖고 있으며, 오행이 다른 지지는 미토(未土)이다. 자수와 축토, 오화와 미토는 서로 합을 이룬다. 그리고 이외의 지지도 직선 거리로 연결돼서 인목(寅木)과 해수(亥水), 묘목(卯木)과 술토(戌土), 진토(辰土)와 유금(酉金), 사화(巳火)와 신금(申金)도 서로 합을 이룬다. 육합도 마찬가지로 합화가 이루어지는데, 자수와 축토는 토성의 기운이 생겨 토(土)의 기운이 등장한다. 마찬가지로 인목과 해수, 묘목과 술토, 진토와 유금, 사화와 신금도 각각 목성·화성·금성·수성의 기운이 생겨 각각 목(木)·화(火)·금(金)·수(水)의 기운이 등장한다. 오화와 미토는 태양의 기운이 생겨 화(火)의 기운이 등장한다. 육합을 정리하면 다음과 같다.
| 지지 1 | 지지 2 | 합화 오행 |
| ------ | ------ | --------- |
| 子     | 丑     | 土        |
| 寅     | 亥     | 木        |
| 卯     | 戌     | 火        |
| 辰     | 酉     | 金        |
| 巳     | 申     | 水        |
| 午     | 未     | 火        |

명칭을 부를 때에는 자축합(子丑合), 인해합(寅亥合), 묘술합(卯戌合), 진유합(辰酉合), 사신합(巳申合), 오미합(午未合)이라고 부른다. 합화의 경우에는 자축합화토(子丑合化土), 인해합화목(寅亥合化木), 묘술합화화(卯戌合化火), 진유합화금(辰酉合化金), 사신합화수(巳申合化水), 오미합화화(午未合化火)라고 부른다.

### 방합
목(木), 화(火), 토(土), 금(金), 수(水)의 오행은 각 방위를 상징하며, 또한 계절을 상징한다. 목은 동쪽을 상징하고, 봄을 상징한다. 화는 남쪽을 상징하고, 여름을 상징한다. 금은 서쪽을 상징하고, 가을을 상징한다. 수는 북쪽을 상징하고, 겨울을 상징한다. 그리고 토는 중앙을 상징하고, 각 계절의 끝자락을 상징한다. 축토(丑土)는 겨울의 끝자락, 진토(辰土)는 봄의 끝자락, 미토(未土)는 여름의 끝자락, 술토(戌土)는 가을의 끝자락을 상징한다.
이때, 같은 방위, 같은 계절을 상징하는 지지끼리 모여 합을 이루는데, 이를 방합(方合)이라고 한다. 방합은 네 가지가 있다. 봄의 기운을 가진 인목(寅木)과 묘목(卯木), 진토(辰土)가 모여 목국(木局)을 이룬다. 여름의 기운을 가진 사화(巳火)와 오화(午火), 미토(未土)가 모여 화국(火局)을 이룬다. 가을의 기운을 가진 신금(申金)과 유금(酉金), 술토(戌土)가 모여 금국(金局)을 이룬다. 그리고 겨울의 기운을 가진 해수(亥水)와 자수(子水), 축토(丑土)가 모여 수국(水局)을 이룬다. 국(局)이라는 것은 여러 지지가 모여 본 기운이 더 강화되는 집단, 판을 말한다. 방합을 정리하면 다음과 같다.
| 생지 | 왕지 | 고지 | 방위 | 계절 | 합국 |
| ---- | ---- | ---- | ---- | ---- | ---- |
| 寅   | 卯   | 辰   | 東   | 春   | 木   |
| 巳   | 午   | 未   | 南   | 夏   | 火   |
| 申   | 酉   | 戌   | 西   | 秋   | 金   |
| 亥   | 子   | 丑   | 北   | 冬   | 水   |

명칭을 부를 때는 인묘진 목국(寅卯辰 木局), 사오미 화국(巳午未 火局), 신유술 금국(申酉戌 金局), 해자축 수국(亥子丑 水局)이라고 보통 부른다. 방위를 살려 부르면 인묘진 동방목국(寅卯辰 東方木局), 사오미 남방화국(巳午未 南方火局), 신유술 서방금국(申酉戌 西方金局), 해자축 북방수국(亥子丑 北方水局)이 된다.
또한, 사주와 운에 왕지인 자수(子水)와 오화(午火), 묘목(卯木)과 유금(酉金)이 없더라도, 생지와 고지가 구성되더라도 방합이 형성되기도 하는데, 이는 허자(虛字) 이론에 의해 각 계절의 왕지의 기운도 자연스럽게 생기기 때문에 방합을 이루어낼 수 있다.

### 삼합
네 계절은 각각 앞 계절 맹월(孟月)에 기운이 생겨서 자기 계절 중월(仲月)에 기운이 절정을 이루고, 다음 계절 계월(季月)에 기운이 사라진다. 예를 들어, 봄의 기운은 앞 계절인 겨울의 맹월, 다시 말해 해월(亥月)에 봄의 기운이 생겨서 자기 계절인 봄의 중월, 다시 말해 묘월(卯月)에 봄의 기운이 절정을 이루고, 다음 계졀인 여름의 계월, 다시 말해 미월(未月)에 봄의 기운이 사라진다. 여름, 가을, 겨울의 기운도 앞 계절인 봄·여름·가을의 맹월, 인월(寅月), 사월(巳月), 신월(申月)에 각 계절의 기운이 생겨서 자기 계절인 여름·가을·겨울의 중월, 오월(午月), 유월(酉月), 자월(子月)에 각 계절의 기운이 절정을 이루고, 다음 계절인 가을·겨울·봄의 계월, 술월(戌月), 축월(丑月), 진월(辰月)에 각 계절의 기운이 사라진다. 이런 기틀을 마련해 생긴 지지합이 삼합(三合)이다.
이때, 해수(亥水)와 묘목(卯木), 미토(未土)가 모여 목국(木局)을 이루고, 인목(寅木)과 오화(午火), 술토(戌土)가 모여 화국(火局)을 이룬다. 또한, 사화(巳火)와 유금(酉金), 축토(丑土)가 모여 금국(金局)을 이루고, 신금(申金)과 자수(子水), 진토(辰土)가 모여 수국(水局)을 이룬다. 삼합을 정리하면 다음과 같다.
| 생지 | 왕지 | 고지 | 합국 |
| ---- | ---- | ---- | ---- |
| 亥   | 卯   | 未   | 木   |
| 寅   | 午   | 戌   | 火   |
| 巳   | 酉   | 丑   | 金   |
| 申   | 子   | 辰   | 水   |

명칭을 부를 때는 해묘미 목국(亥卯未 木局), 인오술 화국(寅午戌 火局), 사유축 금국(巳酉丑 金局), 신자진 수국(申子辰 水局)이라고 부른다.

#### 반합과 가합
삼합의 경우에는 한 지지가 빠지더라도, 삼합에 준하는 기운이 발생한다. 삼합을 이루는 세 지지 중, 한 지지가 없더라도 삼합에 준하는 기운이 발생한다.
해묘미 목국, 인오술 화국, 사유축 금국, 신자진 수국, 네 가지의 삼합에서 각각 미토(未土), 술토(戌土), 축토(丑土), 진토(辰土)가 없더라도 각각의 삼합에 준하는 기운이 발생한다. 또한, 각각 해수(亥水), 인목(寅木), 사화(巳火), 신금(申金)이 없더라도 각각의 삼합에 준하는 기운이 발생한다. 이 두 가지의 경우를 반쪽짜리 삼합, 반합(半合)이라고 부른다.
그리고 묘목(卯木), 오화(午火), 유금(酉金), 자수(子水)가 없더라도 각각의 삼합에 준하는 기운이 발생하는데, 이를 가합(假合)이라고 한다. 그러나 가합은 삼합이나 반합과는 달리, 합화됐을 때의 오행의 기운이 상대적으로 매우 약하다. 따라서, 일부 측에서는 가합을 합의 기운으로 보지 않고 있다. 정리하면 다음과 같다.
| 지지 1 | 지지 2 | 합화 오행 | 근삼합      | 구분 |
| ------ | ------ | --------- | ----------- | ---- |
| 亥     | 卯     | 木        | 亥卯未 木局 | 반합 |
| 卯     | 未     | 木        | 亥卯未 木局 | 반합 |
| 亥     | 未     | 木        | 亥卯未 木局 | 가합 |
| 寅     | 午     | 火        | 寅午戌 火局 | 반합 |
| 午     | 戌     | 火        | 寅午戌 火局 | 반합 |
| 寅     | 戌     | 火        | 寅午戌 火局 | 가합 |
| 巳     | 酉     | 金        | 巳酉丑 金局 | 반합 |
| 酉     | 丑     | 金        | 巳酉丑 金局 | 반합 |
| 巳     | 丑     | 金        | 巳酉丑 金局 | 가합 |
| 申     | 子     | 水        | 申子辰 水局 | 반합 |
| 子     | 辰     | 水        | 申子辰 水局 | 반합 |
| 申     | 辰     | 水        | 申子辰 水局 | 가합 |

반합의 경우, 명칭을 부를 때는 해묘합(亥卯合), 묘미합(卯未合), 인오합(寅午合), 오술합(午戌合), 사유합(巳酉合), 유축합(酉丑合), 신자합(申子合), 자진합(子辰合)이라고 부른다. 합화일 경우에는 해모합화목(亥卯合化木), 묘미합화목(卯未合化木), 인오합화화(寅午合化火), 오술합화화(午戌合化火), 사유합화금(巳酉合化金), 유축합화금(酉丑合化金), 신자합화수(申子合化水), 자진합화수(子辰合化水)라고 부른다.
삼합, 반합, 가합의 기운 차이를 비교한다면, 세 지지가 모두 모이는 삼합이 가장 강하고, 그 다음으로는 생지와 왕지의 합, 다시 말해 해묘합, 인오합, 사유합, 신자합의 반합이 강하다. 그 다음으로는 왕지와 고지의 합, 다시 말해 묘미합, 오술합, 유축합, 자진합의 반합이 강하고, 가합은 가장 약하다.

### 암합
지지합에는 육합, 방합, 삼합 말고도 암합이라는 것이 존재하는데, 이는 두 지지의 지장간(支藏干) 중 정기(正氣)가 서로 천간합을 이루는 합이 숨겨져 있는 합, 암합(暗合)이다.
인목(寅木)의 정기는 갑목(甲木)이며, 인목과 암합을 이룰 수 있는 지지는 정기가 기토(己土)인 축토(丑土)와 미토(未土)이다. 이처럼 각 지지의 정기로 천간합을 이룰 수 있는 것은 다음과 같다.
| 지지 1 | 지지 1 | 지지 2 | 지지 2 | 합화 오행 | 근천간합 |
| 지지   | 정기   | 지지   | 정기   | 합화 오행 | 근천간합 |
| ------ | ------ | ------ | ------ | --------- | -------- |
| 子     | 癸     | 戌     | 戊     | 火        | 戊癸合   |
| 丑     | 己     | 寅     | 甲     | 土        | 甲己合   |
| 寅     | 甲     | 未     | 己     | 土        | 甲己合   |
| 卯     | 乙     | 申     | 庚     | 金        | 乙庚合   |
| 午     | 丁     | 亥     | 壬     | 木        | 丁壬合   |

명칭을 부를 때는 자술합(子戌合), 축인합(丑寅合), 인미합(寅未合), 묘신합(卯申合), 오해합(午亥合)이라고 부른다. 합화일 경우에는 자술합화화(子戌合化火), 축인합화토(丑寅合化土), 인미합화토(寅未合化土), 묘신합화금(卯申合化金), 오해합화목(午亥合化木)이라고 부른다.
사실 자수(子水)의 정기는 계수(癸水)이고, 진토(辰土)의 정기는 무토(戊土)이기 때문에, 무계합화화(戊癸合化火)이기 때문에 자진합(子辰合)이 이루지만, 이미, 신자진 수국(申子辰 水局)을 통해 반합을 이루기 때문에 암합으로 보지 않는다. 또한, 사화(巳火)의 정기는 병화(丙火)이고, 유금(酉金)의 정기는 신금(辛金)이기 때문에, 병신합화수(丙辛合化水)이기 때문에 사유합(巳酉合)이 이루지만, 이미, 사유축 금국(巳酉丑 金局)을 통해 반합을 이루기 때문에 역시 암합으로 보지 않는다.

## 같이 보기
- 사주팔자
- 충
- 형
- 파
- 해